# Pavel Nahimov
Pavel Stepanovici Nahimov (în rusă Павел Степанович Нахимов, transliterare Pavel Stepanovič Nachimov; n. 23 iunie (stil vechi) / 5 iulie(stil nou) 1802, Gorodok – d. 30 iunie (stil vechi) / 12 iulie(stil nou) 1855, Sevastopol) a fost un celebru amiral rus, care s-a distins la comanda forțelor navale ale Rusiei, în Bătălia de la Sinop, în timpul Războiul Crimeii.